# Circuit du Lac 1952

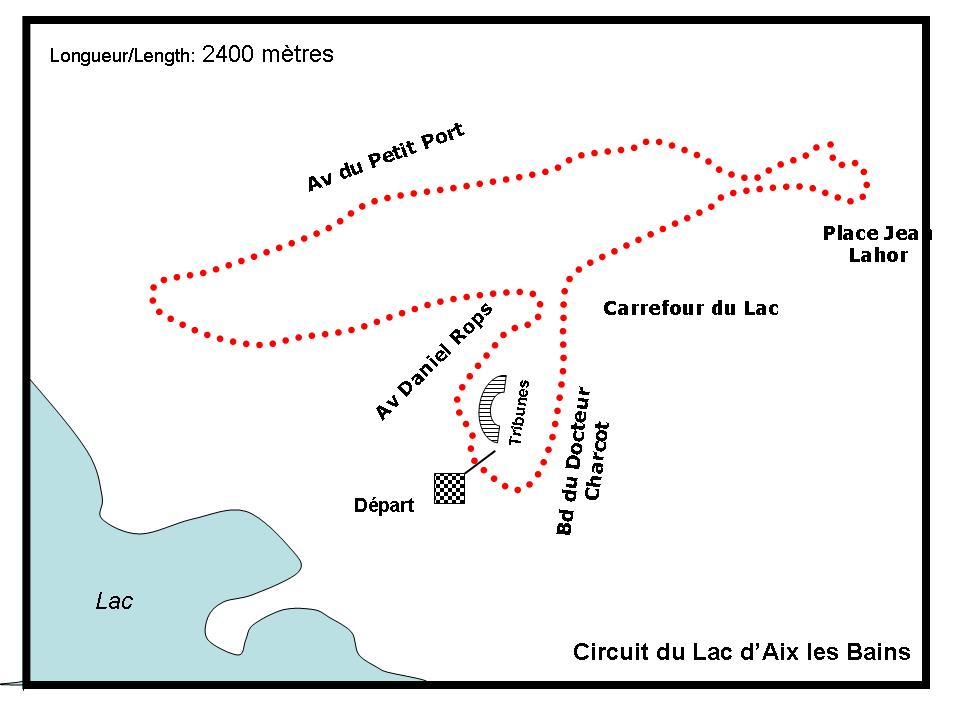
Circuit du Lac

Le Circuit du Lac 1952  est une course de Formule 2 courue le 8 juin 1952 sur le circuit du lac d'Aix-les-Bains, en France. Elle s'est déroulée en deux manches de 40 tours, le vainqueur étant déterminé par le temps cumulé. Jean Behra au volant d'une Gordini T 16, parti de la pole dans les deux manches, remporte les deux manches. Lance Macklin termine deuxième, sur une HWM - Alta et Emmanuel de Graffenried se classe troisième, sur une Maserati 4CLT/48. Le coéquipier de Behra, Robert Manzon, réalise le meilleur tour en course lors de la première manche mais abandonne, sur panne mécanique, en seconde manche,.

## Palmarès

### Course
| Pos. | no  | Pilote                              | Écurie                | Voiture               | Temps                          | Grille | Arrivée 1            | Arrivée 2              |
| ---- | --- | ----------------------------------- | --------------------- | --------------------- | ------------------------------ | ------ | -------------------- | ---------------------- |
| 1    | 4   | Jean Behra                          | Equipe Gordini        | Gordini T 16          | 2 h 10 min 42 s 1 (90,19 km/h) | 1      | 1                    | 1                      |
| 2    | 12  | Lance Macklin                       | HW Motors Ltd         | HWM - Alta            | + 44 s 2                       | 5      | 3                    | 2                      |
| 3    | 8   | Emmanuel de Graffenried             | Scuderia Enrico Platé | Maserati 4CLT/48      | + 1 min 26 s 2                 | 4      | 4                    | 3                      |
| 4    | dix | Harry Schell                        | Scuderia Enrico Platé | Maserati 4CLT/48      | + 1 tour                       | 3      | 5                    | 4                      |
| 5    | 6   | Prince Bira                         | Equipe Gordini        | Simca Gordini T 15    | + 2 tours                      | 10     | 6                    | 5                      |
| 6    | 20  | Élie Bayol                          | Élie Bayol            | OSCA MT4              | + 3 tours                      | 12     | 8                    | 7                      |
| Nc.  | 18  | Armand Philippe Maurice Trintignant | Écurie Rosier         | Ferrari 166 F2        | + 4 tours                      | 8      | Non classé           | 6                      |
| Abd. | 14  | John Heath                          | HW Motors Ltd         | HWM - Alta            |                                | 9      | 7                    | 24 tours allumage      |
| Abd. | 2   | Robert Manzon                       | Equipe Gordini        | Gordini T 16          |                                | 6      | 2                    | 2 tours essieu arrière |
| Abd. | 24  | Jean Thepenier                      | Jean Thepenier        | Simca Gordini Type 15 |                                | 11     | soupape              |                        |
| Abd. | 16  | Maurice Trintignant                 | Écurie Rosier         | Ferrari 500           |                                | 2      | 28 tours, magnéto    |                        |
| Abd. | 22  | Eugène Martin                       | Eugène Martin         | Jicey-Veritas         |                                | 7      | 13 tours, roue avant |                        |

Les places sur la grille de départ de la deuxième manche furent déterminées par l'ordre d'arrivée de la première manche.